# May Day (film)
Pour les articles homonymes, voir Mayday (homonymie).
Ne doit pas être confondu avec Mayday (film).
Pour plus de détails, voir Fiche technique et Distribution.
May Day est un court métrage belge réalisé par Olivier Magis et Fedrik De Beul, sorti en 2017. Sélectionné dans de nombreux festivals internationaux et figurant sur la shortlist des Oscars 2019,,,, ce court-métrage a intégralement été tourné dans un appartement dans le quartier Anneessens à Bruxelles. Parmi les différentes problématiques soulevées dans le film, on retrouve le thème du travail et ses corollaires (discrimination, chômage, surmenage, etc. etc.).    

## Synopsis
Bruxelles, Belgique. Thierry, un chauffeur-livreur de journaux indépendant, doit rapidement se faire hospitaliser. Il n'a pas d'autre choix que de trouver quelqu'un pour le remplacer ; sinon, il perdra la clientèle qu'il s'est forgée au fil des ans. Il organise hâtivement un entretien d'embauche, chez lui, mais rien ne se passe comme prévu.   

## Fiche technique
- Titre originale : May Day
- Réalisation : Olivier Magis et Fedrik De Beul
- Scénario : Olivier Magis, Fedrik De Beul et Javier Lopez
- Une idée originale de : Javier Lopez
- Production : Marie Besson et Samuel Tilman
- Société de production : Eklektik Productions
- Photographie : Jean-François Metz
- Montage image : Thibaut Verly
- Son et montage son : Jean-François Levillain
- Décor : Catherine Cosme
- Costumes : Emilie Jonet
- Genre : comédie
- Durée : 22 minutes 02 secondes
- Sortie : Avril 2017

## Distribution
- Thierry Hellin
- Catherine Salée
- Tom Adjibi
- Mathieu Debaty
- Simon André
- Lydia Indjova
- Viktor Biserov
- Manou Tahon
- Javier Lopez
- Chokri Ben Chikha
- Joren Seldeslachts
- Besnik Limani (Bess)
- Noureddine Zerrad

## Récompenses
- Short Grand Prix- Warsaw Film Festival / Pologne / 2017
- Special Jury Award - Asiana International Short Film Festival (AISFF) / Corée du Sud / 2017
- Prix de la région Auvergne - Rhône-Alpes au meilleur scénario - Festival de Villeurbanne / France / 2017
- Prix Festivals Connexion - Auvergne - Rhône-Alpes - Festival de Villeurbanne / France / 2017
- Prix du jury du meilleur film flamand - Kort Film Festival Leuven / Belgique / 2017[6]
- Prix d'interprétation pour Thierry Hellin - Kort Film Festival Leuven / Belgique / 2017
- Prix du Public - Kort Film Festival Leuven / Belgique / 2017
- Mention Spéciale du Prix de la Presse - Kort Film Festival Leuven / Belgique / 2017
- Meilleur Acteur pour Thierry Hellin - Bucharest ShortCut CineFest / Roumanie / 2018
- Prix du jury - Sunday Shorts 2018 / Royaume-Uni / 2018
- Prix de la nuit du court-métrage engagé - Aubagne international film festival / France / 2018
- Prix de meilleur scénario de court-métrage - Moscow Shorts ISFF Awards / Russie / 2018
- Prix du meilleur court-métrage de fiction - Moscow Shorts ISFF Awards / Russie / 2018
- Meilleur court-métrage de langue étrangère - New York City Short Film Festival / US / 2018
- Prix du meilleur film de fiction - SPP São Paulo Film Festival / Brésil / 2018